# St Helens Town AFC
St Helens Town AFC är en engelsk fotbollsklubb som 2010 spelar i Premier Division i North West Counties Football League.